# Park Sang-young
Dans ce nom, le nom de famille, Park, précède le nom personnel Sang-young.
Pour les articles homonymes, voir Park.
Park Sang-young, né le 16 octobre 1995, est un escrimeur membre de l'équipe de Corée du Sud d'épée. Il est champion olympique en individuel aux Jeux olympiques de 2016.

## Carrière
L'ascension de Park au haut niveau est fulgurante. Il fait son entrée dans le circuit junior en 2011-2012, et dès sa première participation, remporte le championnat du monde junior en individuel.
En 2014, Park crée la sensation en remportant deux grands tournois du circuit senior coupe du monde, le grand prix de Doha et le grand prix de Berne. Il avance parmi les favoris du championnat du monde mais échoue en quarts de finale. Par équipes, la Corée du Sud renverse l'Ukraine en quarts de finale, mais perd en finale contre la France. Ses exceptionnelles performances en individuel au cours de la saison lui permettent d'atteindre la troisième place du classement mondial, dès sa première année chez les seniors. Durant la coupe du monde d'escrime 2014-2015, il participe aux succès de la Corée en coupe du monde, battant l'équipe de France à deux reprises au cours de la saison.
En 2016, Park écrit la plus belle ligne de son palmarès en devenant champion olympique, battant plusieurs favoris tels que Enrico Garozzo, no 2 mondial, Max Heinzer et le champion du monde en titre Géza Imre en finale, remontant un déficit de 10-14 pour s'imposer d'une touche (15-14). Ce faisant, il est devenu le premier asiatique champion olympique à l'épée.
En 2020, il est tête de série no 8 du tableau individuel des Jeux olympiques où il défend son titre obtenu 5 ans plus tôt. Il passe ses deux premiers tours contre Jacob Hoyle (15-10) et Kazuyasu Minobe (15-6) mais cède en quart de finale face au no 1 mondial, champion du monde en titre, Gergely Siklósi (12-15). Dans l'épreuve par équipes, il mène une équipe coréenne renouvelée, où les stars Jung Jin-sun et Park Kyoung-doo (tous deux retraités en 2018 alors qu'ils occupaient encore des places dans le top 16) ont laissé la place à des tireurs classés au-delà de la 50e place du classement mondial. Leur succès dans la compétition repose en grande partie sur leur champion olympique : en quart de finale, il retourne la situation contre l'équipe de Suisse lors du dernier relais, infligeant une défaite 14-5 au finisseur Benjamin Steffen. Bien qu'il ne réussisse pas cet exploit contre une équipe du Japon en état de grâce en demi-finale, c'est aussi lui qui clôt victorieusement le relais dans le match pour la médaille de bronze contre la Chine.

## Palmarès
- Jeux olympiques
  -  Médaille d'or aux Jeux olympiques de 2016 à Rio de Janeiro
  -  Médaille de bronze par équipes aux Jeux olympiques de 2020 à Tokyo

- Championnats du monde d'escrime
  -  Médaille d'argent par équipes aux Championnats du monde d'escrime 2018 à Wuxi
  -  Médaille d'argent par équipes aux Championnats du monde d'escrime 2014 à Kazan

## Classement en fin de saison
| Année | 2014 | 2015 | 2016 | 2017 | 2018 | 2019 | 2020 |
| ----- | ---- | ---- | ---- | ---- | ---- | ---- | ---- |
| Rang  | 3    | 37   | 3    | 15   | 3    | 10   | 8    |